# Ѱ
Cette page contient des caractères spéciaux ou non latins. S’ils s’affichent mal (▯, ?, etc.), consultez la page d’aide Unicode.
Ne doit pas être confondu avec la lettre grecque psi ‹ Ψ ψ ›, le symbole phonétique psi latin, la lettre copte psi ‹ Ⲯ ⲯ ›, la rune algiz ‹ 𐌙 ›, ou la lettre gotique thyth ‹ 𐌸 ›.
La lettre psi, Ѱ (ѱ en minuscule) est une lettre archaïque de l'alphabet cyrillique. Elle provient de l'alphabet grec psi ‹ ψ › et fut utilisée en slavon pour accueillir le vocabulaire grec.
Supprimée lors de la réforme des lettres grecques de 1917, elle se prononçait "psi" (Пси). On la rencontre toujours dans les vieux écrits religieux qui sont récités lors des messes slavonnes où elle a survécu, comme beaucoup d'autres lettres (regarder la rubrique "lettres archaïques ou obsolètes" pour voir les autres).

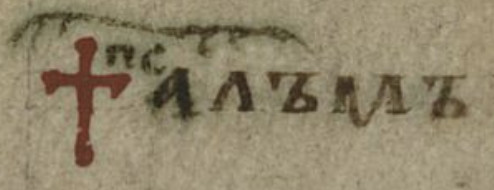
Ѱалъмъ (psalʺmʺ) dans l’Izbornik de Sviatoslav de 1076.

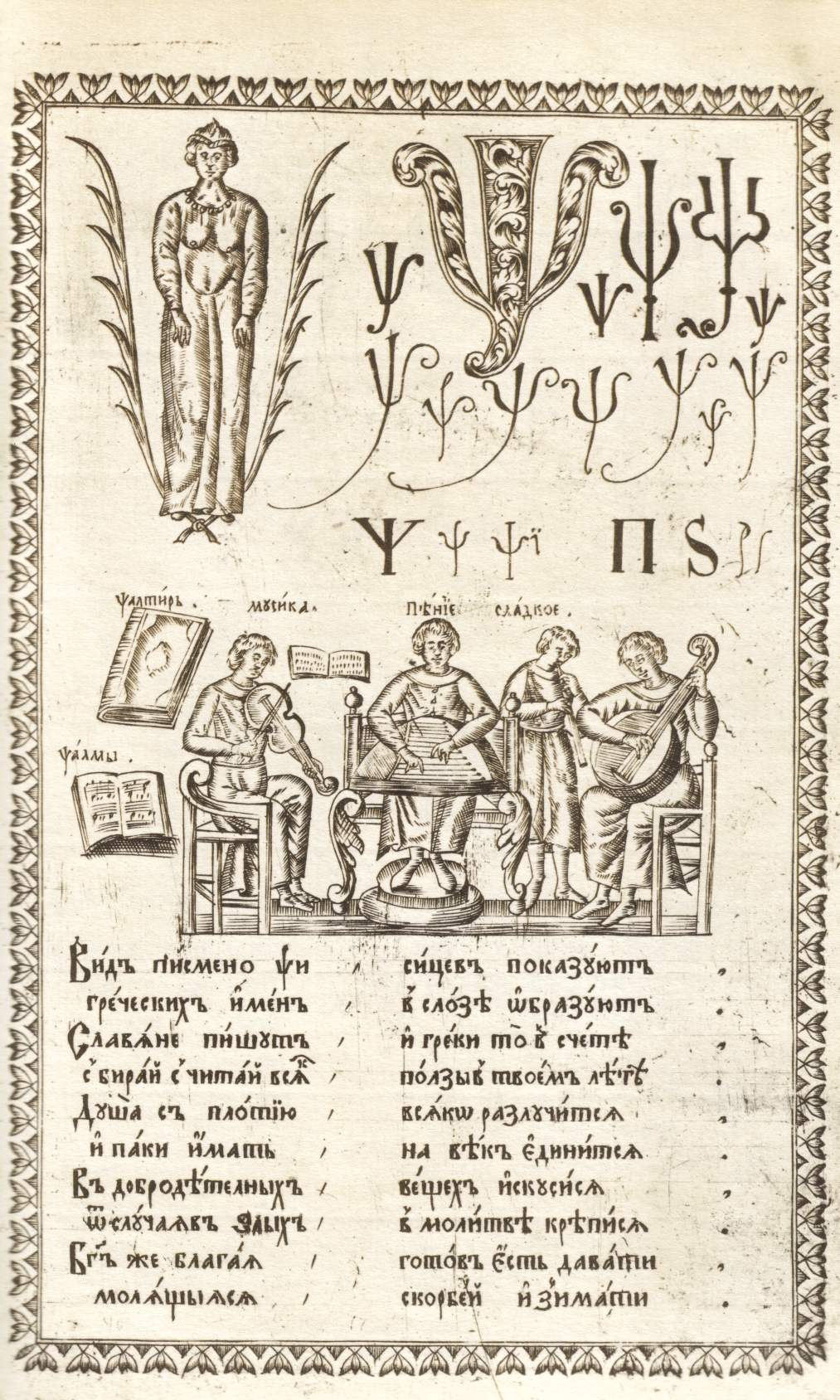
Les formes du psi dans l’Alphabet de Karion Istomin de 1694.

Ses Unicodes sont 0470 et 0471.